# 成玄英
成 玄英（せい げんえい、じょう げんえい、拼音: Chéng Xuányīng、生没年不詳、7世紀中ごろ）は、中国初唐の道士。道教重玄派に属する。『荘子』などの注釈者として知られる。

## 人物
姓は成。名は英。名に「玄」を冠するのは重玄派道士の慣習。字は子実。長安の道観「西華観」に居住したことから西華法師とも称される。
陝州（現河南省）の人。早く東海に隠棲していたが、貞観5年（632年）に召し出され上京。初唐の老子尊崇の只中で理論派道士として活躍し、仏僧と論争したり、『三皇経』の真偽鑑定に参加し真作としたり、玄奘も参加した『老子』サンスクリット語訳に参加したりした。しかし永徽年間（650年 - 655年）に何らかの罪状で郁州に流謫され、同地で著述に専念した。
その思想は郭象を継承しつつ、三論宗など仏教教学の影響も受けている。

## 著作
- 『荘子疏』[1][5]または『南華真経疏』[1] - 『荘子』の注釈書。郭象注に対する疏[6]。現存。
- 『老子道徳経義疏』[5] - 『老子』の注釈書（義疏）。敦煌文献や佚文引用により一部現存[5]。
- 『老子道徳経開題』[5] - 敦煌文献によりほぼ現存[5]。
- 『老子道徳経序訣義疏』[5] - 敦煌文献により一部現存[5]。
- 『霊宝度人経注』 - 『霊宝度人経（中国語版）』の注釈書[7]。現存[7]。

### 関連文献
- 関正郎『荘子の思想とその解釈 郭象・成玄英』三省堂、1999年。ISBN 9784385314112。
- 中嶋隆蔵「成玄英の「一中」思想とその周辺」『雲笈七籤の基礎的研究』研文出版、2004年。ISBN 9784876362387。